# Scientific Linux
Scientific Linux (SL) este o distribuție de Linux bazată pe Red Hat Enterprise.